# 大森佳一
大森 佳一（おおもり かいち、1883年〈明治16年〉8月2日 - 1945年〈昭和20年〉3月25日）は、日本の政治家、内務官僚。貴族院議員、官選県知事、男爵。位階は従三位。勲等は勲三等。

## 経歴
本籍・静岡県、東京府出身。男爵・大森鍾一の長男として生まれる。学習院高等科を経て、1909年（明治42年）、東京帝国大学法科大学政治学科を卒業。内務省に入り千葉県属となる。1911年（明治44年）11月、文官高等試験行政科試験に合格。
以後、群馬県属、滋賀県理事官、滋賀県警察部長、栃木県警察部長、岩手県内務部長、山形県内務部長、茨城県書記官・内務部長、群馬県書記官・内務部長などを歴任。1927年（昭和2年）、父の死去に伴い男爵を襲爵。
1928年（昭和3年）1月、群馬県知事に就任し、1929年（昭和4年）9月まで在任。同月、島根県知事に発令され、1931年（昭和6年）8月まで務め退官した。同年9月19日、補欠選挙で貴族院男爵議員に選出され、公正会に属し死去するまで在任。その他、岡田内閣の内務政務次官、恩給金庫評議員、地方分与税委員会委員などを務めた。
墓所は吉祥寺。享年63。戒名は春德院殿直雅道光大居士。

## 親族
- 長男 大森俊一（電気工学者）